# Palermoïta
La palermoïta és un mineral de la classe dels fosfats. Rep el nom de la mina Palermo No. 1, als Estats Units, la seva localitat tipus.

## Característiques
La palermoïta és un fosfat de fórmula química (Li,Na)₂(Sr,Ca)Al₄(PO₄)₄(OH)₄. Cristal·litza en el sistema ortoròmbic. La seva duresa a l'escala de Mohs és 5,5. Es troba estructuralment relacionada amb la carminita i la pilawita-(Y).
Segons la classificació de Nickel-Strunz, la palermoïta pertany a «08.BH: Fosfats, etc. amb anions addicionals, sense H₂O, amb cations de mida mitjana i gran, (OH, etc.):RO₄ = 1:1» juntament amb els següents minerals: thadeuïta, durangita, isokita, lacroixita, maxwellita, panasqueiraïta, tilasita, drugmanita, bjarebyita, cirrolita, kulanita, penikisita, perloffita, johntomaïta, bertossaïta, carminita, sewardita, adelita, arsendescloizita, austinita, cobaltaustinita, conicalcita, duftita, gabrielsonita, nickelaustinita, tangeïta, gottlobita, hermannroseïta, čechita, descloizita, mottramita, pirobelonita, bayldonita, vesignieïta, paganoïta, jagowerita, carlgieseckeïta-(Nd), attakolita i leningradita.

## Formació i jaciments
Va ser descoberta a la mina Palermo No. 1, situada a la localitat de Groton, al comtat de Grafton (Nou Hampshire, Estats Units). Posteriorment també ha estat descrita al mont Carmo di Loano (Itàlia) i a la mina Xikeng (República Popular de la Xina). Aquests tres indrets són els únics de tot el planeta on ha estat trobada aquesta espècie mineral.